# Blues and Royals
Blues and Royals è il nome di un reggimento di guardia d'onore a cavallo del British Army, che appartiene alla Guard Division. Insieme alle Life Guards, i Blues and Royals formano la Household Cavalry.

## Storia
I Blues and Royals sono il secondo reggimento attivo dell'esercito britannico dopo le Life Guards nell'ordine di precedenza dell'esercito britannico. Esistono solo dal 1969, quando due reggimenti di cavalleria con una lunga tradizione, vale a dire i Royal Horse Guards, chiamati anche "The Blues", e i Royal Dragoons ("The Royals") furono uniti.
Le Royal Horse Guards furono originariamente fondate nel 1650 da Oliver Cromwell. Il secondo capo reggimento era Unton Crook, che introdusse il colore blu per la truppa. Dopo la Restaurazione, divenne il Royal Regiment of Horse. Seguirono altri nomi fino a quando il nome The Royal Horse Guards (The Blues) fu stabilito nel 1819.
I Royal Dragoons erano il più antico reggimento di cavalleria. Nel 1662 fu formata un'unità, che ricevette il nome di "The Tanger Horse". Nel 1684, furono ribattezzati His Majesty’s Own Royal Regiment of Dragoons.
Nelle due guerre mondiali furono usati su quasi tutti i fronti dell'Europa e del Nord Africa su cui combatterono le truppe britanniche. Nel 1942, entrambi i reggimenti erano dotati di carri armati. Dopo la fusione, i Blues and Royals hanno partecipato a molte missioni nell'ambito delle missioni di pace delle Nazioni Unite e della guerra delle Falkland. Lì hanno combattuto con 4 Scorpion e 4 carri armati Scimitarra. Furono anche usati nella seconda guerra del Golfo e nel conflitto in Irlanda del Nord.
I due reggimenti di guardia d'onore a cavallo sono stati operativamente uniti alla Household Cavalry Regiment e alla Household Cavalry Mounted Regiment a partire dal 1992, ma hanno conservato uniformi, tradizioni e identità.

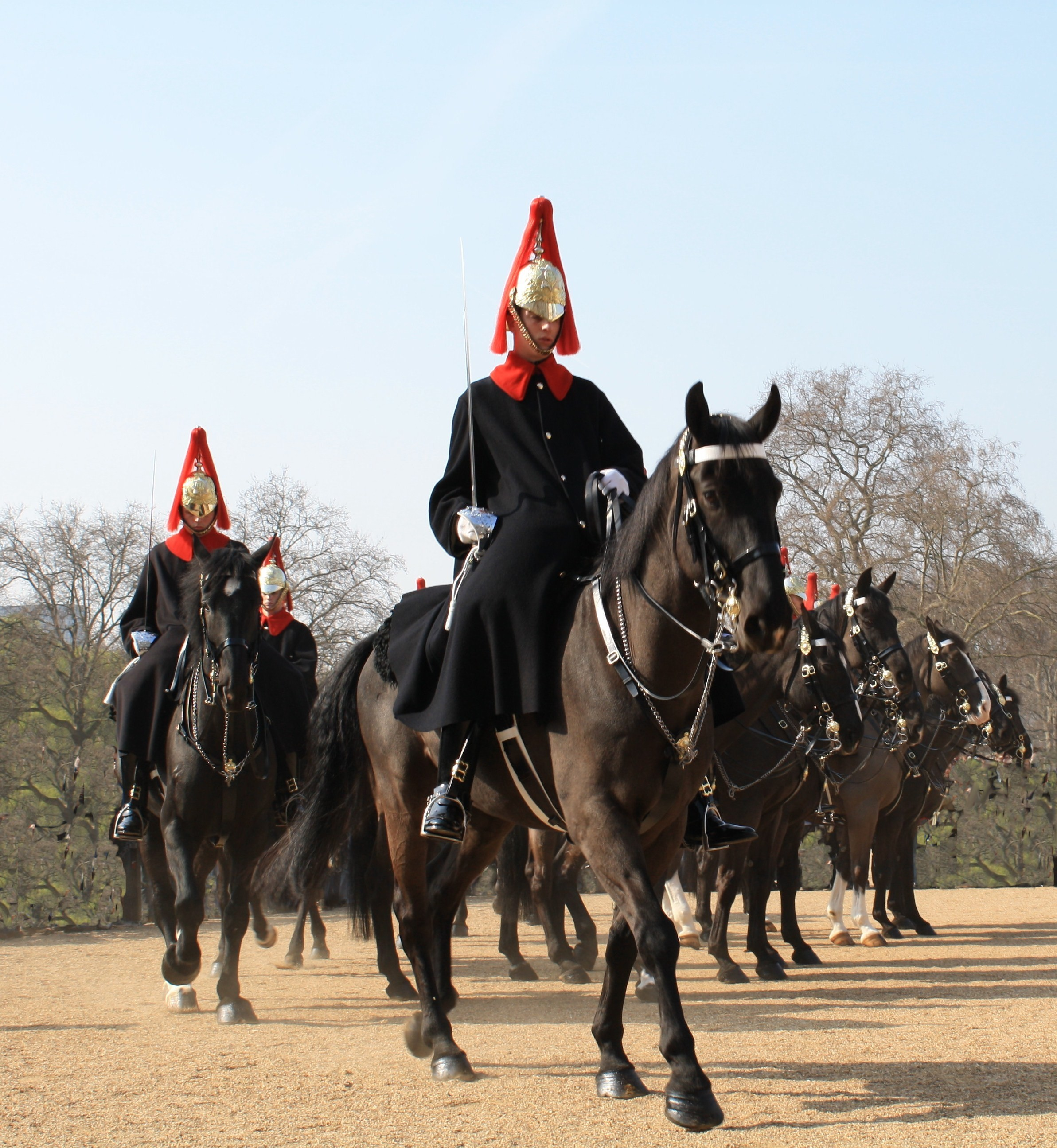
Cambio della guardia a Horse Guards

## Presente
Oggi il Household Cavalry Regiment funge da unità di ricognizione corazzata, mentre l'Household Cavalry Mounted Regiment viene utilizzato come reggimento di guardia montato. Partecipa regolarmente a molti importanti eventi nel Regno Unito, tra cui: Trooping the Colour e la cerimonia di apertura del Parlamento annuale.
A differenza di tutte le altre unità dell'esercito britannico, i feldwebel nei reggimenti di guardia di cavalleria non hanno la designazione di Sergente, ma hanno gradi aggiuntivi basati sulla designazione corporale.
Il Blues and Royals of the Household Cavalry Mounted Reggiment può essere riconosciuto dalla tunica blu scura, dalla coda dell'elmetto rosso e dai guanti di pelle bianca.
Il colonnello onorario del reggimento è la principessa Anna. Oggi il colonnello onorario è una funzione cerimoniale nella famiglia reale.
Dal 2006 al 2015, il principe Harry è stato capo plotone per il Blues and Royals.

## Onori di battaglia
Il reggimento ha vari Battle Honours (menzioni d'onore delle battaglie a cui ha partecipato), alcuni dei quali sono elencati sulla bandiera del reggimento. Continua anche le tradizioni delle sue unità precedenti.
- Isole Falkland 1982, Al Basrah, Iraq 2003

## Ufficiali al comando
Gli Ufficiali Comandanti sono stati:
- marzo 1969 – dicembre 1970: il tenente colonnello Richard M. H. Vickers
- dicembre 1970 – luglio 1973: il tenente colonnello James A. C. G. Eyre
- luglio 1973 – ottobre 1975: il tenente colonnello William S.H. Boucher
- ottobre 1975 - febbraio 1978: il tenente colonnello John H. Pitman
- febbraio 1978 – aprile 1980: il tenente colonnello Henry O. Hugh Smith
- aprile 1980 – ottobre 1982: il tenente colonnello James G. Hamilton-Russell
- ottobre 1982 – aprile 1985: il tenente colonnello Jeremy D. Smith-Bingham
- aprile 1985 – agosto 1987: il tenente colonnello Hywel W. Davies
- agosto 1987 - gennaio 1990: il tenente colonnello Timothy J. Sulivan
- gennaio 1990 – ottobre 1992: il tenente colonnello Peter B. Rogers

## Comandanti in Capo
I comandanti in capo del reggimento sono i seguenti:
- dal 2022: Re Carlo III

## Colonnelli del reggimento
I colonnelli del reggimento sono stati i seguenti:
- 1969–1979: il maresciallo di campo Sir Gerald Templer (ex colonnello delle Royal Horse Guards),

Vice colonnello: il generale Sir Desmond Fitzpatrick (ex colonnello del 1° Royal Dragoons)
- 1979–1998: generale Sir Desmond Fitzpatrick
- 1998–presente: Anna, principessa reale